# Жиромская, Валентина Борисовна
Валенти́на Бори́совна Жиро́мская (род. 1957) — советский и российский историк. Доктор исторических наук, главный научный сотрудник Института российской истории РАН. Лауреат премии имени В. О. Ключевского (2002). Одна из авторов «Большой Российской энциклопедии».

## Биография
Родилась 15 января 1957 года в Казани.
В 1979 году окончила исторический факультет МГУ.
В 1982 году окончила аспирантуру в Институте истории СССР АН СССР (сейчас — Институт российской истории РАН) с защитой кандидатской диссертации «Социальная структура городского населения РСФСР в восстановительный период 1921—1925 гг.». В 1998 году защитила докторскую диссертацию, тема: «Население России в 1920—1930-е гг.».
Руководитель Центра изучения истории территории и населения России ИРИ РАН. Читает курсы лекций «Историческая демография», «Демография. Теория народонаселения» на кафедре мировой политики и международных отношений РГГУ.
Область научных интересов: историческая демография, демография, демографическая история России.
Владеет иностранными языками: французский, английский, польский, болгарский, латинский (др.).

## Научно-организационная деятельность
- Председатель Научного совета РАН по исторической демографии и исторической географии[2];
- Член Научного совета РАН «Человек в повседневности: Прошлое и настоящее».
- Ответственный редактор издания «Население России в XX веке: исторические очерки. В 3-х тт.» М., 2000—2005.
- Член редколлегии многотомного издания «Голод в СССР. 1929—1934 гг.». М., 2011.

## Статьи
- Жиромская В. Б. Академик Юрий Александрович Поляков. Жизнь и творчество // Новая и новейшая история. — 2013. — № 6.
- Поляков, Юрий Александрович : [арх. 17 октября 2022] / Жиромская В. Б. // Полупроводники — Пустыня. — М. : Большая российская энциклопедия, 2015. — С. 79. — (Большая российская энциклопедия : [в 35 т.] / гл. ред. Ю. С. Осипов ; 2004—2017, т. 27). — ISBN 978-5-85270-364-4.

## Награды
- Медаль «В память 850-летия Москвы» (1997)
- Премия имени В. О. Ключевского (совместно с Ю. А. Поляковым, И. Н. Киселёвым, за 2002 год) — за серию работ по истории населения России в 1930-е годы: коллективная монография «Полвека под грифом „Секретно“. Всесоюзная перепись населения 1937 года»; монография «Демографическая история России в 1930 годы. Взгляд в неизвестное»; документальные публикации «Всесоюзная перепись населения 1937 г.: краткие итоги», «Всесоюзная перепись населения 1939 года: основные итоги», «Всесоюзная перепись населения 1939 года: 1939 года: основные итоги. Россия»